# HD 19836
HD 19836，又名BD-04 540，SAO 130328、HR 955，是一颗恒星，视星等为6.05，位于銀經184.19，銀緯-49.29，其B1900.0坐标为赤經3h 6m 18.3s，赤緯-4° -49.29′ 22″。